# تانيا بوتياينين
تانيا توليا بوتياينين (بالفنلندية: Tanja Tuulia Poutiainen) هي متزلجة منحدرات ثلجية فنلندية ولدت في يوم 6 أبريل 1980 في مدينة روفانييمي في فنلندا، إختصت بالتزلج المتعرج وسباق التعرج العملاق وأبرز إنجازاتها هو فوزها بالميدالية الفضية في سباق التعرج العملاق في دورة الألعاب الأولمبية الشتوية 2006 في تورينو في إيطاليا، كما فازت بميداليتين فضيتين وميداليتين برونزيتين في بطولة العالم، وفازت 3 مرات بجائزة أفضل رياضية في فنلندا في سنوات 2004 و2005 و2006.

## روابط خارجية
- تانيا بوتياينين على موقع IMDb (الإنجليزية)
- تانيا بوتياينين على موقع الاتحاد الدولي للتزلج (التزلج على المنحدرات الثلجية) (الإنجليزية)
- تانيا بوتياينين على موقع اللجنة الأولمبية الدولية (الإنجليزية)
- تانيا بوتياينين على موقع أوليمبيديا (الإنجليزية)